# Jake Matthews
Jake Matthews (Melbourne, 19 de agosto de 1994) é um lutador australiano de artes marciais mistas, ele atualmente compete no Peso Leve do Ultimate Fighting Championship. Matthews também foi participante do The Ultimate Fighter Nations: Canadá vs. Austrália.

## Carreira no MMA

### Começo da carreira
Quando tinha 15 anos, começou a treinar Jiu Jitsu em uma academia de MMA local apenas para manter a forma no intervalo entre temporadas. Ele gostou do esporte, e daí conheceu o MMA e se envolveu.
Matthews fez seis lutas em circuitos nacionais na Austrália e venceu todas, tendo apenas uma indo para a decisão.

### The Ultimate Fighter
Em 5 de Dezembro de 2013 foi anunciado a lista de lutadores participantes do The Ultimate Fighter Nations: Canadá vs. Austrália, e Matthews estava incluso.
Nas quartas de final, Matthews enfrentou o prospecto canadense Olivier Aubin-Mercier e foi derrotado por decisão unânime após dois rounds.

### Ultimate Fighting Championship
Matthews fez sua estreia no UFC contra o americano Dashon Johnson em 28 de junho de 2014 no UFC Fight Night: Te-Huna vs. Marquardt. Ele venceu a luta por finalização com um triângulo no terceiro round.
Sua segunda aparição no UFC aconteceu em 7 de novembro de 2014 no UFC Fight Night: Rockhold vs. Bisping, contra o brasileiro Vagner Rocha. Ele finalizou o faixa preta de jiu-jítsu com um mata-leão no terceiro round.
Matthews teve sua primeira derrota profissional ao enfrentar o também invicto James Vick em 9 de Maio de 2015 no UFC Fight Night: Miocic vs. Hunt, ele foi derrotado por finalização no primeiro round.
Matthews enfrentou Akbarh Arreola em 14 de Novembro de 2015 no UFC 193. Ele venceu a luta por nocaute técnico após uma interrupção médica ao fim do segundo round.

## Cartel no MMA
| Cartel no MMA   |             |            |
| 22 lutas        | 17 vitórias | 5 derrotas |
| Por nocaute     | 4           | 1          |
| Por finalização | 7           | 3          |
| Por decisão     | 6           | 1          |

| Res.    | Cartel | Oponente             | Método                               | Evento                                  | Data       | Round | Tempo | Local             | Notas                    |
| ------- | ------ | -------------------- | ------------------------------------ | --------------------------------------- | ---------- | ----- | ----- | ----------------- | ------------------------ |
| Vitória | 18-5   | André Fialho         | Nocaute (socos)                      | UFC 275: Teixeira vs. Procházka         | 12/06/2022 | 2     | 2:24  | Kallang           | Performance da Noite.    |
| Derrota | 17-5   | Sean Brady           | Finalização (triângulo de mão)       | UFC 259: Blachowicz vs. Adesanya        | 06/03/2021 | 3     | 3:28  | Las Vegas, Nevada |                          |
| Vitória | 17-4   | Diego Sanchez        | Decisão (unânime)                    | UFC 253: Adesanya vs. Costa             | 26/09/2020 | 3     | 5:00  | Abu Dhabi         |                          |
| Vitória | 16-4   | Emil Meek            | Decisão (unânime)                    | UFC Fight Night: Felder vs. Hooker      | 22/02/2020 | 3     | 5:00  | Auckland          |                          |
| Vitória | 15-4   | Rostem Akman         | Decisão (unânime)                    | UFC 243: Whittaker vs. Adesanya         | 05/10/2019 | 3     | 5:00  | Melbourne         |                          |
| Derrota | 14-4   | Anthony Rocco Martin | Finalização Técnica (anaconda)       | UFC Fight Night: dos Santos vs. Tuivasa | 01/12/2018 | 3     | 1:19  | Adelaide          |                          |
| Vitória | 14-3   | Shinsho Anzai        | Finalização Técnica (mata leão)      | UFC Fight Night: Cowboy vs. Edwards     | 23/06/2018 | 1     | 2:44  | Kallang           |                          |
| Vitória | 13-3   | Li Jingliang         | Decisão (unânime)                    | UFC 221: Romero vs. Rockhold            | 10/02/2018 | 3     | 5:00  | Perth             | Luta da Noite.           |
| Vitória | 12-3   | Bojan Veličković     | Decisão (dividida)                   | UFC Fight Night: Werdum vs. Tybura      | 19/11/2017 | 3     | 5:00  | Sydney            | Estreia nos Meio Médios. |
| Derrota | 11-3   | Andrew Holbrook      | Decisão (dividida)                   | UFC Fight Night: Whittaker vs. Brunson  | 27/11/2016 | 3     | 5:00  | Melbourne         |                          |
| Derrota | 11-2   | Kevin Lee            | Nocaute Técnico (socos)              | The Ultimate Fighter 23 Finale          | 08/07/2016 | 1     | 3:53  | Las Vegas, Nevada |                          |
| Vitória | 11-1   | Johnny Case          | Finalização (mata-leão)              | UFC Fight Night: Hunt vs. Mir           | 19/03/2016 | 3     | 4:45  | Brisbane          | Luta da Noite.           |
| Vitória | 10-1   | Akbarh Arreola       | Nocaute Técnico (interrupção médica) | UFC 193: Rousey vs. Holm                | 14/11/2015 | 2     | 5:00  | Melbourne         |                          |
| Derrota | 9-1    | James Vick           | Finalização (guilhotina)             | UFC Fight Night: Miocic vs. Hunt        | 09/05/2015 | 1     | 4:50  | Adelaide          |                          |
| Vitória | 9-0    | Vagner Rocha         | Finalização (mata-leão)              | UFC Fight Night: Rockhold vs. Bisping   | 07/11/2014 | 2     | 1:52  | Sydney            |                          |
| Vitória | 8-0    | Dashon Johnson       | Finalização (triângulo)              | UFC Fight Night: Te-Huna vs. Marquardt  | 28/06/2014 | 3     | 3:18  | Auckland          | Estreia no UFC.          |
| Vitória | 7-0    | Stuart Dare          | Decisão (unânime)                    | Shamrock Events - Kings of Kombat       | 26/04/2014 | 3     | 5:00  | Melbourne         |                          |
| Vitória | 6-0    | Dean Purdon          | Finalização (mata-leão)              | AFC 6                                   | 24/08/2013 | 2     | 2:40  | Melbourne         |                          |
| Vitória | 5-0    | Tadija Majic         | Nocaute Técnico (socos)              | Shamrock Events - Night of Mayhem       | 22/06/2013 | 1     | 1:58  | Melbourne         |                          |
| Vitória | 4-0    | Luke Jumeau          | Finalização (mata-leão)              | AFC 5                                   | 10/05/2013 | 2     | 1:15  | Melbourne         |                          |
| Vitória | 3-0    | Callan Potter        | Finalização (triângulo)              | Fighters Xpress Promotions              | 16/03/2013 | 1     | 1:42  | Keysborough       | [ 3 ]                    |
| Vitória | 2-0    | Jason Zivkovic       | Nocaute Técnico (socos)              | Shamrock Events - Kings of Kombat       | 08/12/2012 | 1     | 1:45  | Melbourne         |                          |
| Vitória | 1-0    | Sam Fiamatai         | Nocaute Técnico (socos)              | Shamrock Events - Night of Mayhem       | 15/09/2012 | 1     | 0:20  | Melbourne         |                          |